# La kermesse heroica
La kermesse heroica (La Kermesse héroïque) es una comedia francesa del director belga Jacques Feyder ambientada en el Flandes del siglo XVII, convertida en una sátira sobre la guerra, el valor y el honor. Su estreno produjo algunos incidentes de miembros del partido nacionalista pronazi flamenco que soltaron ratas en las salas y destrozaron butacas. Fue prohibida en Brujas y como consecuencia de los altercados, provocó detenciones policiales en varias ciudades como Amsterdam, Gante y Amberes.

## Sinopsis
En 1616, cuando Flandes formaba parte del imperio español, la ciudad de Boom, Bélgica, en medio de los preparativos para su carnaval, se entera de que un duque español con su ejército va a pasar la noche allí.
Temiendo que esto resulte inevitablemente en violencia y pillaje, el alcalde, apoyado por su ayuntamiento, tiene la idea de pretender hacerse los muertos, para evitar recibir a los soldados. Pero su esposa Cornelia desprecia esta estrategia y organiza a las otras mujeres para preparar la hospitalidad y adaptar sus entretenimientos carnavalescos a los españoles (que insisten en entrar al pueblo de todos modos).
Tal es la calidez de la bienvenida de las mujeres que no sólo los españoles se abstienen de mal comportamiento, sino que al salir el duque anuncia un año de remisión de impuestos para la ciudad.
Cornelia permite que su marido tome el mérito su buena fortuna pero ella ha entretanto frustrado sus planes para que su hija se case con el carnicero de la ciudad en vez del joven pintor Brueghel, al que ella ama.

## Contexto histórico
El largometraje se sitúa en el suceso ficticio que ocasionaría la llegada de las tropas españolas a una ciudad de Flandes, durante lo que se llamó la guerra de los Ochenta Años o la guerra de Flandes. Esta guerra enfrentó a rebeldes (mayoritariamente protestantes) de las 17 provincias de Los Países Bajos contra su propio rey, (también rey de España), con el objetivo de lograr su independencia. Los territorios de las actuales Bélgica y Luxemburgo formaban parte de aquellas 17 provincias y permanecieron en general leales a la Corona. Los territorios bajo el dominio el Obispado de Lieja trataron de mantenerse neutrales. 
El conflicto empezó en 1568 y acabó en 1648, cuando la Corona española reconoció la independencia de las Provincias Unidas, predecesor del actual reino de los Países Bajos.

## Nominaciones y premios
| Premio                                                | Categoría                           | Receptor(es)        | Resultado |
| ----------------------------------------------------- | ----------------------------------- | ------------------- | --------- |
| Premios Kinema Junpo                                  | Mejor película en lengua extranjera | La kermesse heroica | Ganador   |
| Premios National Board of Review                      | Mejor película extranjera           | La kermesse heroica | Ganador   |
| Premios del Círculo de Críticos de Nueva York         | Mejor película en lengua extranjera | La kermesse heroica | Ganador   |
| Premios del Festival Internacional de Cine de Venecia | Mejor director                      | Jacques Feyder      | Ganador   |
| Premios del Festival Internacional de Cine de Venecia | Copa Mussolini                      | Jacques Feyder      | Nominado  |